# Lisewo (Varmie-Mazurie)
Pour les articles homonymes, voir Lisewo.
Lisewo est un village polonais de la gmina d'Kalinowo, dans le powiat d'Ełk, voïvodie de Varmie-Mazurie, au nord-est du pays.
Il est situé à environ 21 km à l'est d'Ełk et à 143 km à l'est de la capitale régionale Olsztyn.